# Église Saint-Martin de Bezannes
Pour les articles homonymes, voir Église Saint-Martin.
L'église Saint-Martin de Bezannes est une église catholique romane construite du XIe au XVIe siècle. Elle est située à Bezannes près de Reims, dans le département français de la Marne, et classée au titre des monuments historiques.

## Historique
L’église de Bezannes remonte dans ses parties principales (nef, abside, base du clocher) au XIe siècle, ce qui en fait une des plus anciennes de la région. Elle a probablement été édifiée avec des pierres d'un ancien château, comme l'atteste l'état paroissial de 1905.  Le portail occidental, ajouté au XIIIe siècle, est orné de feuilles d’acanthe, tandis que le clocher se voit complété d'une flèche à la Renaissance.
Après avoir été transformé en temple de la Raison lors de la Révolution française, l'édifice accueille de nouveaux piliers et arcs dans le vaisseau central de sa nef, tandis qu'une sacristie est bâtie sur son flanc nord, ainsi que le montrent les plans dessinés par l'architecte rémois Eugène Leblan. Enfin, une voûte d'ogive est installée dans le vaisseau central de la nef à la fin du XIXe siècle. La flèche de l'église est dotée d'un paratonnerre au début du XXe siècle, après que la foudre l'a frappée le 15 août 1901.
Ce monument, qui a été décrit en détail par les auteurs du Répertoire archéologique de l’arrondissement de Reims, est d’une belle conservation et offre quelque intérêt. L'église est classée parmi les monuments historiques depuis le 10 décembre 1912.
L'église Saint-Martin est restaurée durant quatre ans de l'automne 2020 à la mi-2024 ; à ce titre, la mairie de Bezannes a signé une convention avec la Fondation du patrimoine le 25 septembre 2020 dans le but de récolter 80 000 euros de dons, alors que le coût total des travaux est estimé à 800 000 euros. La première phase des travaux, qui a consisté en la rénovation de la toiture et des ornements de la façade, est achevée en avril 2021. Les peintures médiévales sont restaurées au cours de la deuxième phase, tandis que l'éclairage et la sonorisation sont modernisés durant phase finale. L'église est rouverte par la célébration d'une messe le 15 juin 2024.

## Architecture
Le clocher possède des baies géminées. L'intérieur de l'abside est décoré en style néo-gothique, tandis que sa façade extérieure est ornée de modillons anthropomorphes. Les piliers de la nef sont ornés de croix de consécration, tandis que l'arc triomphal, qui sépare la nef du chœur, abrore des motifs floraux ; ces décors sont typiques du style roman primitif.
L'église Saint-Martin abrite plusieurs œuvres d'art remarquables : 
- une statue de sainte Anne et de la Vierge Marie en pierre datée du XVIIe siècle dans le bas-côté sud[1] ;
- un tableau de la Cène daté du XVIe siècle[1] ;
- une statue en bois de saint Eloi, datée du XVIIIe siècle et classée en tant qu'objet au titres des monuments historiques depuis le 3 novembre 1966[7].

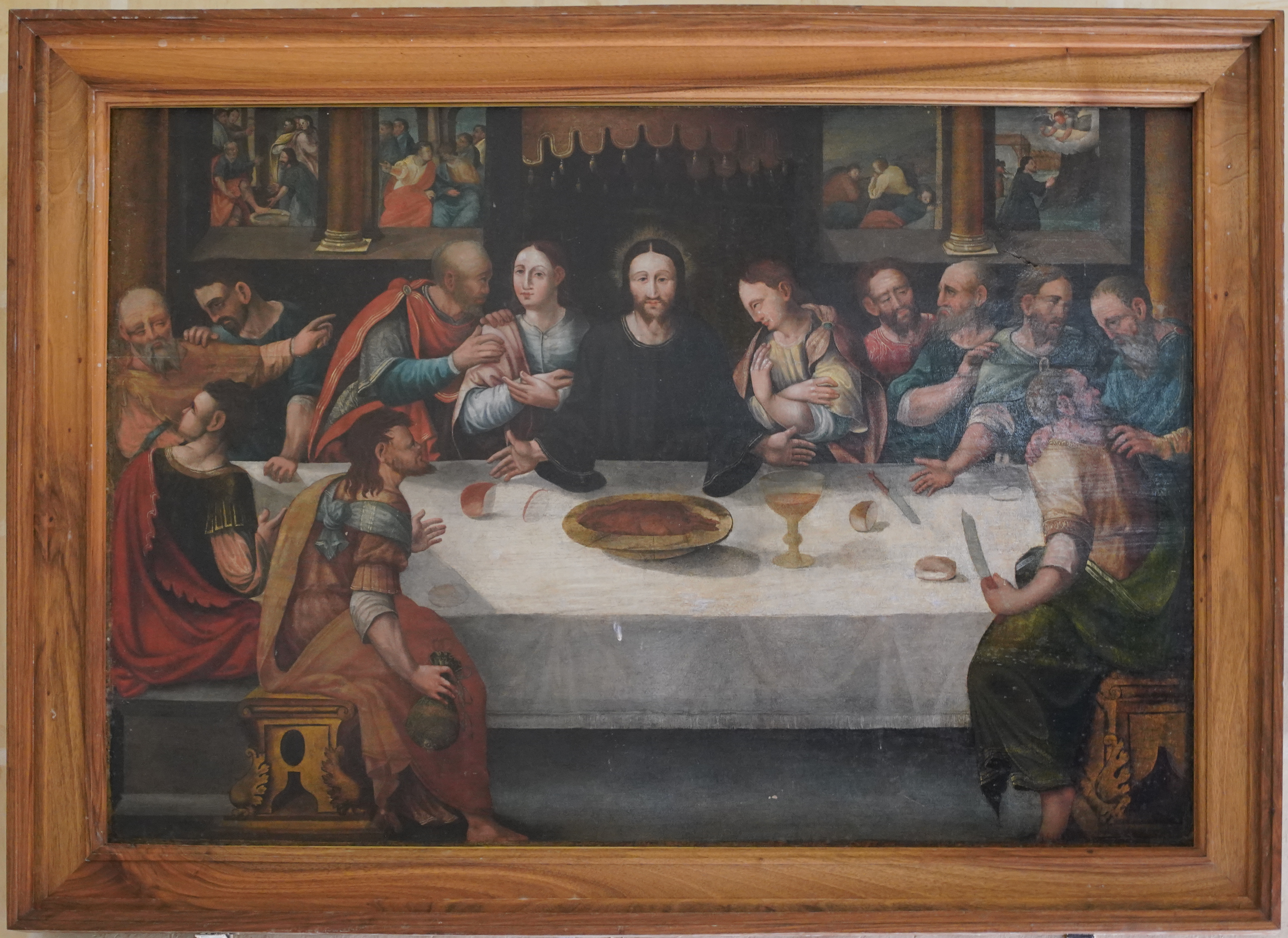
La Cène.
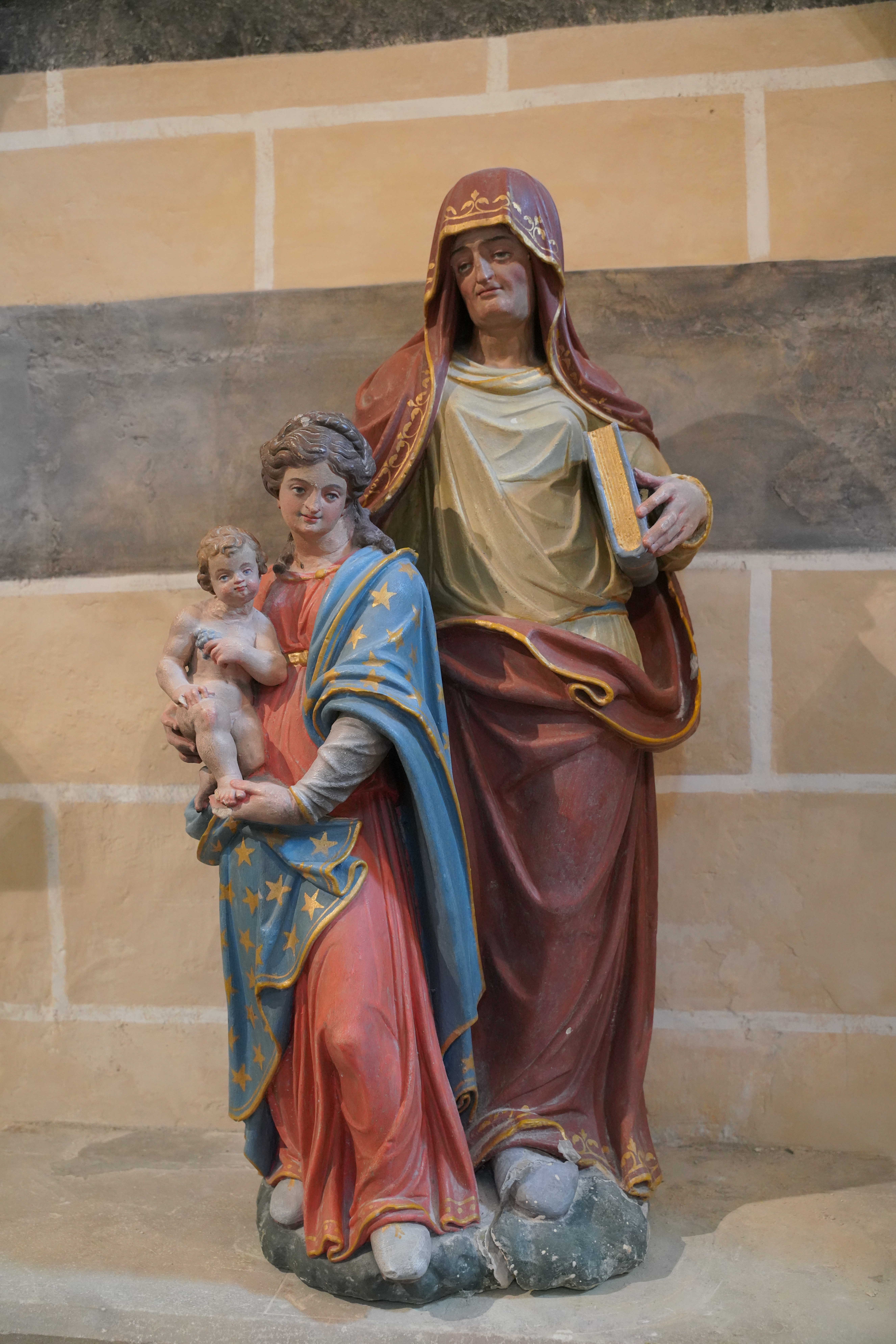
Statues de Anne et Marie à l'enfant.
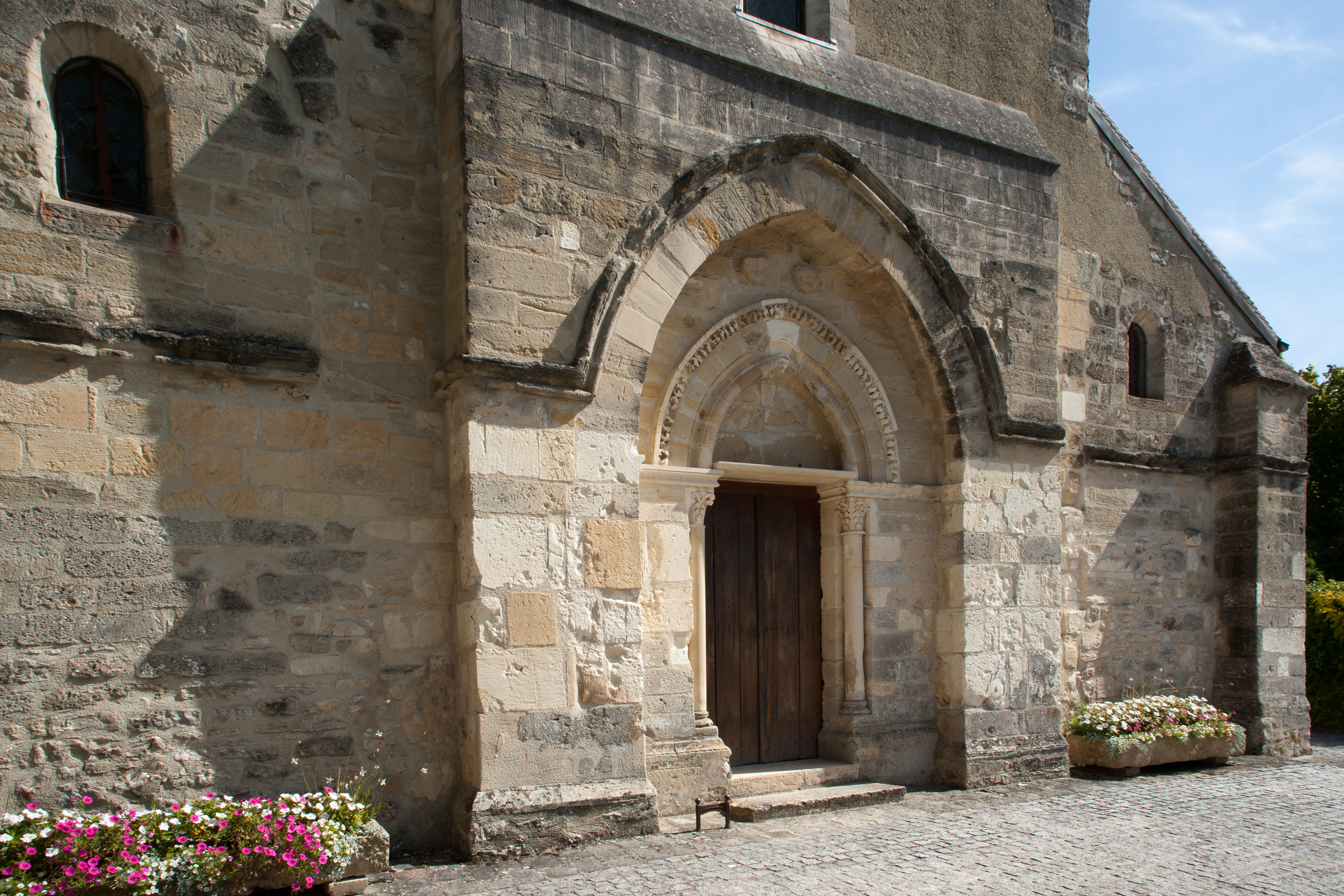
Le portail occidental.
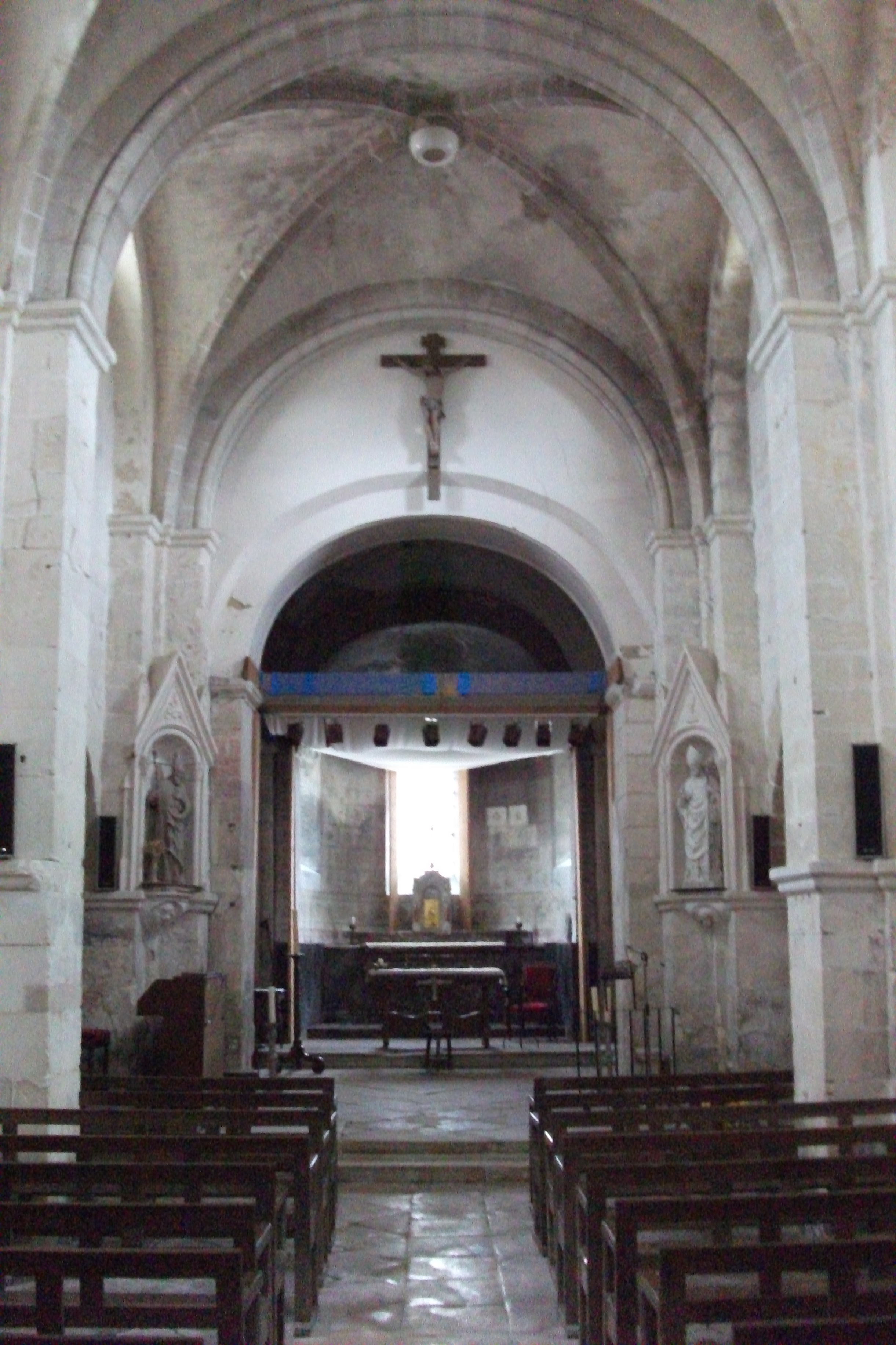
Vue de la nef en direction du chœur.
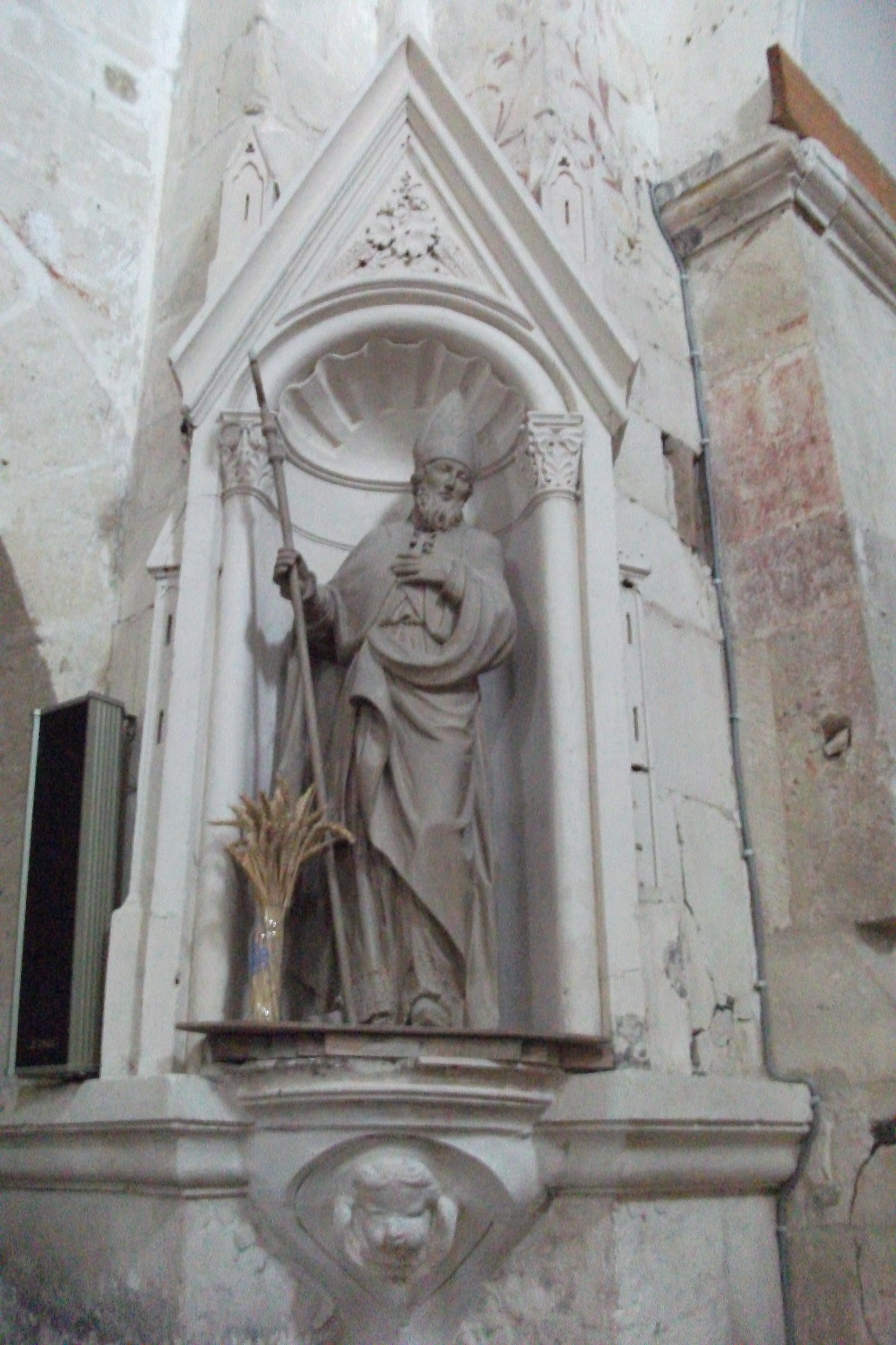
La statue de saint Éloi.
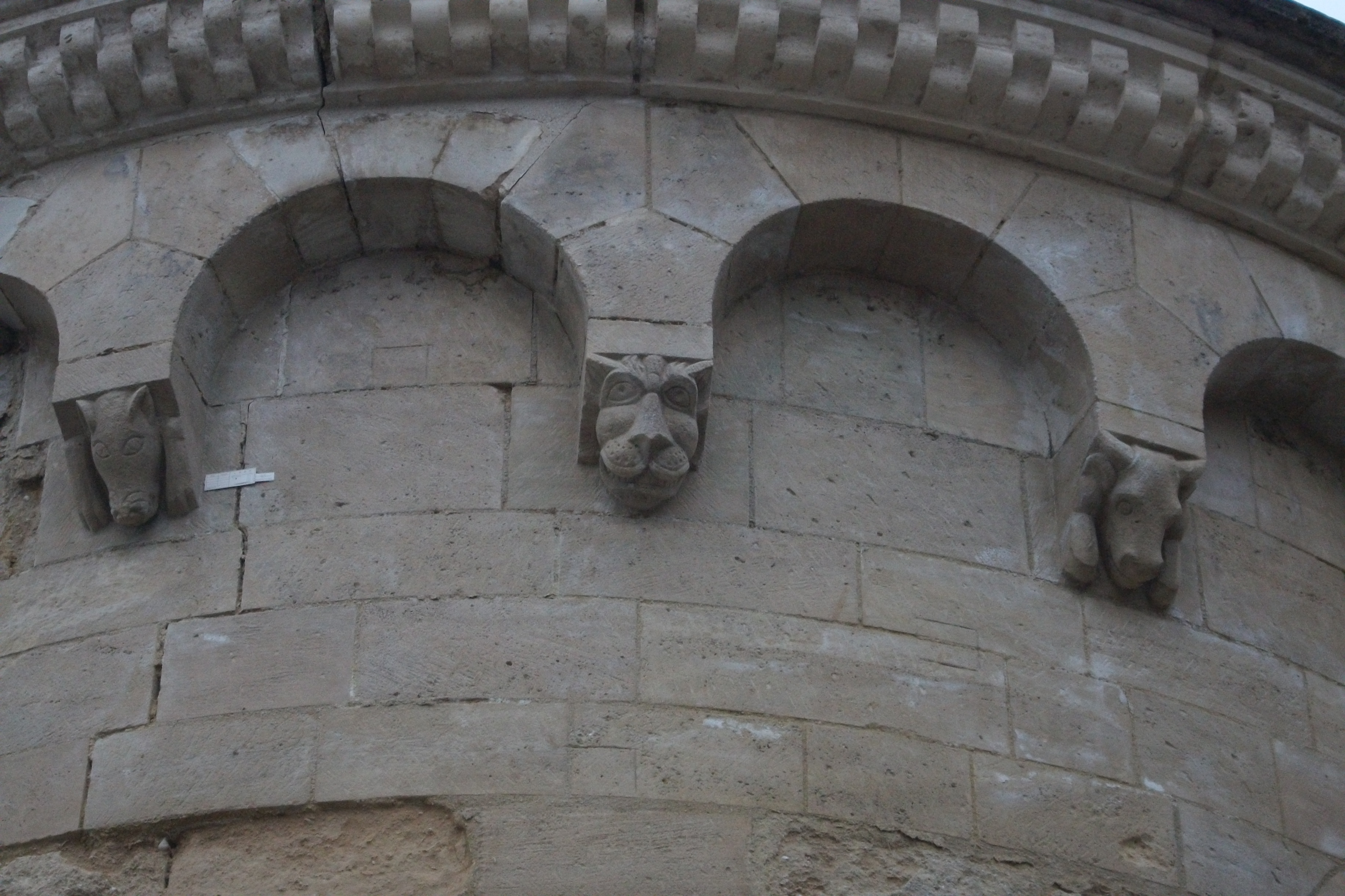
Sculptures sur l'abside.
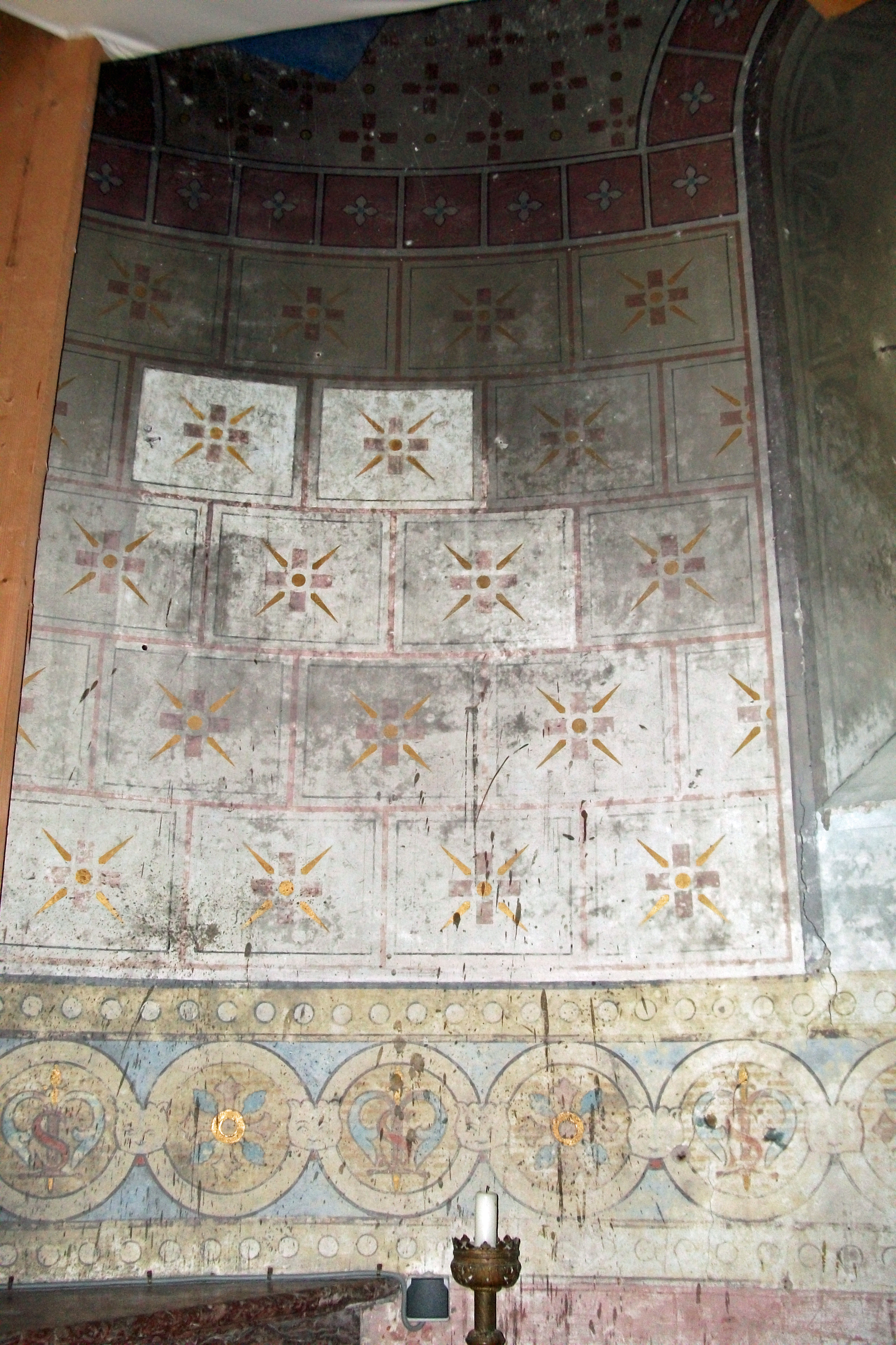
Fresque.